# نورو اید
نورو اِید (به انگلیسی: NeuroAiD , MLC 601 یا MLC 901) یک داروی ادعا شده نورولوژی برای درمان پس از سکته مغز است که توسط کمپانی Moleac Pte Ltd، یک شرکت زیست دارویی در سنگاپور فروخته می‌شود. دو نسخه از این دارو وجود دارد: نورو اید (MLC601) و نورو اید II که حاوی ترکیبات مختلف و متفاوت هستند. این مواد در مجموع ۱۴ ماده در هر یک از دو نسخه هستند. ۹ ماده از آن‌ها از گیاهان و ۵ ماده از حیوانات گرفته شده‌است.

## مکانیسم‌های عمل
نتایج vitro و in vivo نشان می‌دهند که نورو اید، سلول‌ها را در برابر حمله گلوتامات مقاوم‌تر می‌کند.

## اثربخشی
به دنبال نتایج امیدوارکنندهٔ اولیه، تحقیقات بعدی دریافتند که نورو اید هیچ فایده‌ای در کمک به بهبودی افراد پس از سکته مغزی ندارد.

## عوارض جانبی
اثرات جانبی دارو اگرچه بسیار نادر است، اما برخی از بیماران، یرقان، هایپوکالمی، تشنج و سکته‌های مکرر را تجربه کرده‌اند.
مصرف این دارو در زنان باردار و شیرده منع مصرف دارد.